# Åsa-Nisse
Åsa-Nisse ("Nisse på Åsen"), egentlig Efraim Erik Nilsson, er en litterær figur skabt af Stig Cederholm, der første gang optrådte i en kort humoristisk novelle i ugebladet Tidsfördrif, nummer 51, 1944. Hans rigtige navn og det oprindelige navn i tegneserien er Efraim Erik Nilsson, men i filmene og i nogle serier har han fået navnet Nils Nilsson. Cederholm har skrevet over 50 bøger om Åsa-Nisse siden 1946.
Udover Cederholms historier er Åsa-Nisse også blevet skildret i film, tegneserie og i en musical.

## Karakterer
Åsa-Nisse er en landmænd i den fiktive landsby Knohult, lidt uden for Vetlanda i Småland. Åsa-Nisse blev spillet af John Elfström i nitten film mellem 1949 og 1968.
Han laver dog ikke noget rigtigt arbejde, snarere engagerer han sig i krybskytteri og at opfinde ting. Åsa-Nisse er gift med Eulalia.
Åsa-Nisse udtaler typiske "oneliners" og andre kommentarer med udtryk som "Sarons rose". Sarons rose kommer lidt løst fra "Sarons tempellunde" fra Højsangen i Bibelen.
Klabbarparn, egentlig Sven Justus Ågren, er Åsa-Nisses bedste ven. Han blev spillet af Artur Rolén i atten film mellem 1949 og 1967.
Navnet kommer fra samfundet Klabbarp, som han kommer fra. Gården eksisterer i virkeligheden men hedder Haddarp og ligger ikke så langt fra Knohult. Han bliver ofte kaldt Klabbis, dog kun i tegneserien. I filmen "Åsa-Nisse På Jaktstigen", der udkom i 1950, omtales Klabbarparn som "Ågren på Klabbarp". Han bor sammen med sin kone Kristin.
Sven Sjökvist har en butik i Knohult og bliver som regel ulykkeligt forelsket i yngre kvinder. Åsa-Nisse og Klabbarparn plejer at spøge med ham, selvom han lader dem handle på kredit hos ham.

## Film
Mellem 1949 og 1969 blev der produceret 20 Åsa-Nisse-film og to opsamlingsfilm. Åsa-Nisse blev spillet af John Elfström i 19 af filmene og af Arne Källerud i en. Klabbarparn blev spillet af Artur Rolen i 18 af filmene. Andre roller omfattede Helga Brofeldt og Brita Öberg i rollen som Eulalia og Gustaf Lövås som handelsmand Sjökvist.
De fleste af filmene indeholdt en populær kunstner eller musikgruppe, såsom Bertil Boo, Hep Stars, "Snoddas", Jokkmokks-Jokke, Mona Wessman eller Jerry Williams.
Åsa-Nisse-filmene var sikre billetsucceser, og publikum elskede dem.
- Åsa-Nisse (1949)
- Åsa-Nisse på jaktstigen (1950)
- Åsa-Nisse på nya äventyr (1952)
- Åsa-Nisse på semester (1953)
- Åsa-Nisse på hal is (1954)
- Åsa-Nisse ordnar allt (1955)
- Åsa-Nisse flyger i luften (1956)
- Åsa-Nisse i full fart (1957)
- Åsa-Nisse i kronans kläder (1958)
- Åsa-Nisse jubilerar (1959)
- Åsa-Nisse som polis (1960)
- Åsa-Nisse bland grevar och baroner (1961)
- Åsa-Nisse på mallorca (1962)
- Åsa-Nisse och tjocka släkten (1963)
- Åsa-Nisse i popform (1964)
- Åsa-Nisse slår till igen (1965)
- Dessa fantastiska smålänningar med sina finurliga maskiner (1966) - opsamling af 6 tidligere film.
- Åsa-Nisse i raketform (1966)
- Åsa-Nisse i agentform (1967)
- Sarons ros och gubbarna i knohult (1967) - opsamling af 5 tidligere film.
- Åsa-Nisse och den stora kalabaliken (1968)
- Åsa-Nisse i rekordform (1969) med Arne Källerud
- Åsa-Nisse - wälkom to Knohult (2011) med Kjell Bergqvist